# Анна Семенович
Анна Григориевна Семено̀вич (на руски: А́нна Григо́рьевна Семено́вич) е руска актриса и певица, бивша състезателка по фигурно пързаляне.

## Спорт
Висока е 169 см, тежи 56 килограма. До 2001 година е състезателка по фигурно пързаляне, но се отказва поради травма в менискуса. Двукратна победителка в турнира „Финландия трофи“. Участва 2 пъти на световно първенство, но най-добрият ѝ резултат е 13-о място.
През 2003 става певица в групата „Блестящие“. През 2009 участва в конкурс за руска песен на Евровизия, но не достига до финала.

## Филмография
- 1.Нощна стража
- 2. Холостяки
- 3. Обречена да стане звезда
- 4. Клуб
- 5. Татко за всичко
- 6. Все така внезапно
- 7. Ирония на съдбата. Пордължението
- 8.Хитлер капут
- 9. Укротяване на опърничавата
- 10. Златното ключе
- 11. Лимузина
- 12. Клуба на щастието
- 13. Криминална полиция
- 14.Ржевски срещу Наполеон
- 15. Большая ржака!
- 16. Полярный рейс, или Всё будет по-новому
- 17. Красная шапочка
- 18. Иванови-Иванови

## Албуми

### С „Блестящие“
- Апельсиновый рай (2003)
- Восточные сказки (2006)

### Самостоятелни
- Слухи (2008)